# Max Greenfield
Max Greenfield  (Dobbs Ferry, 4 september 1980) is een Amerikaans acteur. Hij werd in 2013 genomineerd voor een Golden Globe voor zijn rol als Schmidt in de sitcom New Girl, waarvoor hij in 2012 al genomineerd werd voor een Primetime Emmy Award. Greenfield maakte in 1999 zijn acteerdebuut als Victor in een aflevering van de anthologieserie Undressed. Zijn eerste filmrol volgde in 2004, als Ike Green in het drama Cross Bronx.
Greenfield speelde na zijn acteerdebuut eenmalige gastrollen in afleveringen van Boston Public (2002), Gilmore Girls (2003) en Sleeper Cell (2005) voor hij in de komedieserie Modern Men voor het eerst in meerdere afleveringen verscheen. Vervolgens kwam hij via rollen in onder meer Veronica Mars en Ugly Betty in aanmerking voor die als Schmidt in New Girl.

## Filmografie
*Exclusief televisiefilms
- 2022: The Valet
- 2017: The Glass Castle
- 2015: The Big Short
- 2015: Hello, My Name Is Doris
- 2014: About Alex
- 2014: Veronica Mars
- 2014: They Came Together
- 2005: When Do We Eat?
- 2004: Cross Bronx

## Televisieseries
*Exclusief eenmalige optredens
- The Neighborhood - Dave (2018-heden)
- New Girl - Schmidt (2011-2018, 146 afleveringen)
- Raising the Bar - David Steinberg (2009, vier afleveringen)
- Ugly Betty - Nick Pepper (2007-2008, acht afleveringen)
- Greek - Michael (2008, vijf afleveringen)
- Veronica Mars - Leo D'Amato (2005-2007, elf afleveringen)
- Modern Men - Kyle Brewster (2006, drie afleveringen)

## Privé
Greenfield trouwde in 2008 met casting director Tess Sanchez, met wie hij in januari 2010 dochter Lily kreeg.
- Biblioteca Nacional de España: XX5268866
- Bibliothèque nationale de France: cb16674431t (data)
- Gemeinsame Normdatei: 1153714787
- International Standard Name Identifier: 0000 0003 9431 4168
- Library of Congress Control Number: no2012147559
- MusicBrainz: d8ca5c9b-c56c-4b2d-9c5d-b1d188d58ebb
- Nationale Bibliotheek van Israël: 987007357505005171
- Nederlandse Thesaurus van Auteursnamen: 370323548
- Virtual International Authority File: 288778912
- WorldCat: E39PBJk4HpCgTYFWvK9PkghT73